# Europese kampioenschappen kunstschaatsen 1893
De Europese Kampioenschappen kunstschaatsen is een jaarlijks terugkerend evenement dat georganiseerd wordt door de Internationale Schaatsunie.
Het derde EK kunstschaatsen voor de mannen werd gehouden op 21 en 22 januari 1893 in de hoofdstad Berlijn van het Duitse Rijk. Het was na Hamburg in 1891 de tweede keer dat het kampioenschap in Duitsland plaatsvond. Alleen de verplichte kür werd geschaatst.

## Historie
De Duitse en Oostenrijkse schaatsbond, verenigd in de "Deutscher und Österreichischer Eislaufverband", organiseerden zowel het eerste EK Schaatsen voor mannen als het eerste EK Kunstschaatsen voor mannen in 1891 in Hamburg, in toen nog het Duitse Keizerrijk, nog voor het ISU in 1892 werd opgericht. De internationale schaatsbond nam in 1892 de organisatie van het EK kunstschaatsen over. In 1895 werd besloten voortaan het WK kunstschaatsen te organiseren en kwam het EK te vervallen. In 1898, na twee jaar onderbreking, vond toch weer een herstart plaats van het EK kunstschaatsen.
De vrouwen en paren zouden vanaf 1930 jaarlijks om de Europese titel strijden. De ijsdansers streden vanaf 1954 om de Europese titel in het kunstschaatsen.

## Deelname
Er namen acht mannen uit vijf landen deel aan dit kampioenschap. Noorwegen en Zweden werden dit jaar voor het eerst vertegenwoordigt op het EK kunstschaatsen.
De Duitser Franz Zilly had ook deelgenomen aan het eerste EK in 1891. De Oostenrijkers Eduard Engelmann, Georg Zachariades, Karl Sage en de Hongaar Tibor von Földváry hadden in 1892 voor het eerst deelgenomen.
| Oostenrijk (3) Duitse Keizerrijk (2) Hongarije (1) Noorwegen (1) Zweden (1) |

## Medaille verdeling
Eduard Engelmann, de Europees kampioen van 1892, werd de eerste man die zijn Europese titel prolongeerde. Ook Georg Zachariades op plaats drie veroverde zijn tweede medaille, hij werd weer derde. Henning Grenander op de tweede plaats veroverde de eerste EK medaille voor Zweden.
| Discipline | Goud             | Zilver            | Brons             |
| ---------- | ---------------- | ----------------- | ----------------- |
| Mannen     | Eduard Engelmann | Henning Grenander | Georg Zachariades |

## Uitslagen

### Mannen
pc/7 = plaatsingcijfer van 7 juryleden 
| Goud   | Eduard Engelmann (2)   |                                | 11 |
| Zilver | Henning Grenander      | Vlag van Zweden                | 16 |
| Brons  | Georg Zachariades (2)  |                                | 21 |
| 4      | Tibor von Földváry (2) | Vlag van Hongarije (1874-1896) | 25 |
| 5      | Carl Sage (2)          |                                | 35 |
| 6      | Franz Zilly (2)        | Vlag van Duitse Keizerrijk     | 39 |
| 7      | Fritz Hellmund         | Vlag van Duitse Keizerrijk     | 49 |
| 8      | Johan Lefstad          | Vlag van Noorwegen             | 53 |

Medaillewinnaars

Mannen · 
Vrouwen ·
Paren · 
IJsdansen

Toernooi

1891 · 
1892 · 
1893 · 
1894 · 
1895 · 
1896-1897 · 
1898 · 
1899 · 
1900 · 
1901 · 
1902-1903 · 
1904 · 
1905 · 
1906 · 
1907 · 
1908 · 
1909 · 
1910 · 
1911 · 
1912 · 
1913 · 
1914 · 
1915-1921 · 
1922 · 
1923 · 
1924 · 
1925 · 
1926 · 
1927 · 
1928 · 
1929 · 
1930 · 
1931 · 
1932 · 
1933 · 
1934 · 
1935 · 
1936 · 
1937 · 
1938 · 
1939 ·
1940-1946 · 
1947 · 
1948 · 
1949 · 
1950 · 
1951 · 
1952 · 
1953 · 
1954 · 
1955 · 
1956 · 
1957 · 
1958 · 
1959 · 
1960 · 
1961 · 
1962 · 
1963 · 
1964 · 
1965 · 
1966 · 
1967 · 
1968 · 
1969 · 
1970 · 
1971 · 
1972 · 
1973 · 
1974 · 
1975 · 
1976 · 
1977 · 
1978 · 
1979 · 
1980 · 
1981 · 
1982 · 
1983 · 
1984 · 
1985 · 
1986 · 
1987 · 
1988 · 
1989 · 
1990 · 
1991 · 
1992 · 
1993 · 
1994 · 
1995 ·
1996 · 
1997 · 
1998 · 
1999 · 
2000 · 
2001 · 
2002 · 
2003 · 
2004 · 
2005 · 
2006 ·
2007 ·
2008 ·
2009 ·
2010 ·
2011 ·
2012 ·
2013 ·
2014 ·
2015 ·
2016 ·
2017 ·
2018 ·
2019 ·
2020 ·
2021 · 
2022 · 
2023 · 
2024 · 
2025

WK kunstschaatsen ·
WK kunstschaatsen junioren ·
Viercontinentenkampioenschap ·
Olympische Spelen